# Строк
Стро́ком є певний період у часі.
Слово «строк» праслов'янського походження: від д.-рус. сърокъ, прасл. *sъrokъ («угода»), пов'язане з дієсловом *sъrekti («домовитися»).
Строк може визначатися роками, місяцями, тижнями, днями, годинами.

## Строк у праві
Юридично строком є певний період у часі, зі спливом якого пов'язана дія чи подія, яка має юридичне значення (ст. 251 ЦК України).
Перебіг строку починається з наступного дня після відповідної календарної дати або настання події, з якою пов'язано його початок.
Види строків:
- За правовими наслідками:
  - правовстановлюючі або правостворюючі
  - правоприпиняючі
  - правозмінюючі.
- За підставами встановлення:
  - законні
  - судові
  - договірні.
- За ступенем самостійності сторін у встановленні строків:
  - імперативні
  - диспозитивні.
- За призначенням:
  - строки здійснення цивільних прав
  - строки виконання зобов'язань
  - строки захисту цивільних прав[3].

Приклади вживання слова «строк»: строк покарання, строк придатності, гарантійний строк, строк повноважень, процесуальний строк тощо.

### Поновлення чи продовження строку?
Якщо процесуальний строк, що збіг, встановлений законом, то він може бути поновлений; якщо він встановлений судом — то продовжений.